# 賜額書院

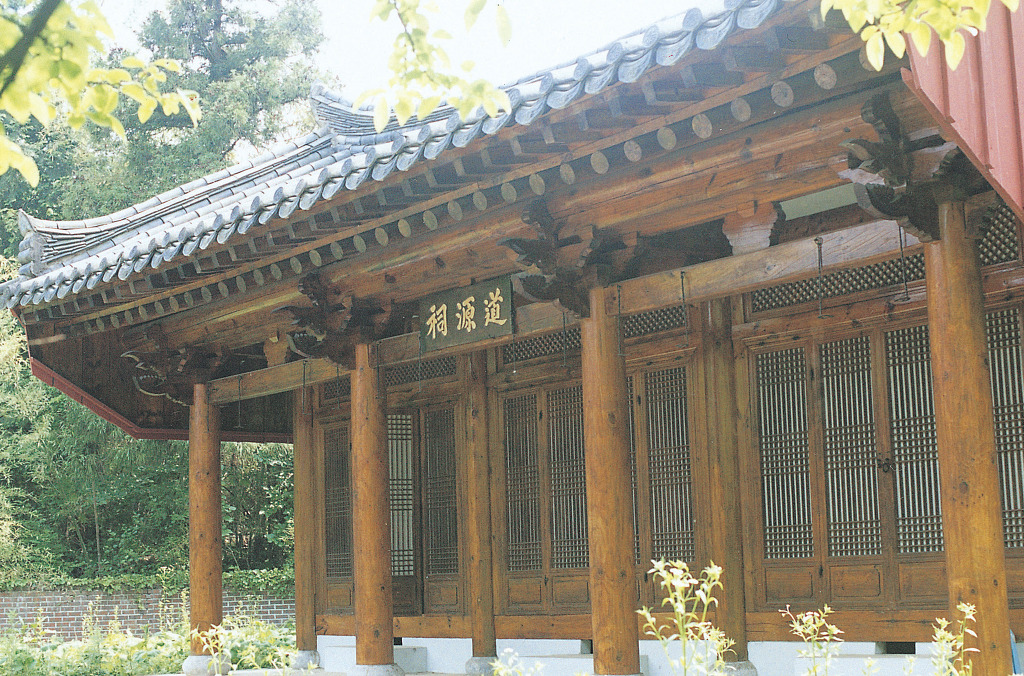
康熙26年（1687年）に粛宗から賜額された道源書院（全羅南道和順郡）

賜額書院（しがくしょいん）は、君主から扁額を賜った書院である。扁額を下賜されることは権威を認定されたということで書院の地位において重要な位置を占めることに繋がった。賜額と同時に学田や書籍、奴婢を下賜されることが多く、君主から賜名されることもあった。

## 歴史
北宋の太平興国3年（978年）、太宗が石鼓書院に対して扁額と学田を下賜した。至道3年（997年）5月には太室書院にも賜額している。真宗も大中祥符2年（1009年）に応天書院、大中祥符8年（1015年）に岳麓書院にそれぞれ賜額を行った。景祐2年（1035年）には石鼓書院が仁宗から扁額を下賜された。この他にも太平興国2年（977年）に白鹿洞書院が国子監印製の儒家九経を太宗から賜り、岳麓書院と石鼓書院も歴代皇帝から書を幾度も賜っている。
朝鮮の賜額書院は計269ヶ所存在する。朝鮮最初の賜額書院は紹修書院であり、明宗5年（1550年）に明宗が豊基郡守であった李滉の上書に応じて賜額と同時にそれまでの白雲洞書院に代わって「紹修書院」と賜名し、合わせて書籍・田土などを下賜した。